# Grünanlage am Cottbuser Schlossberg

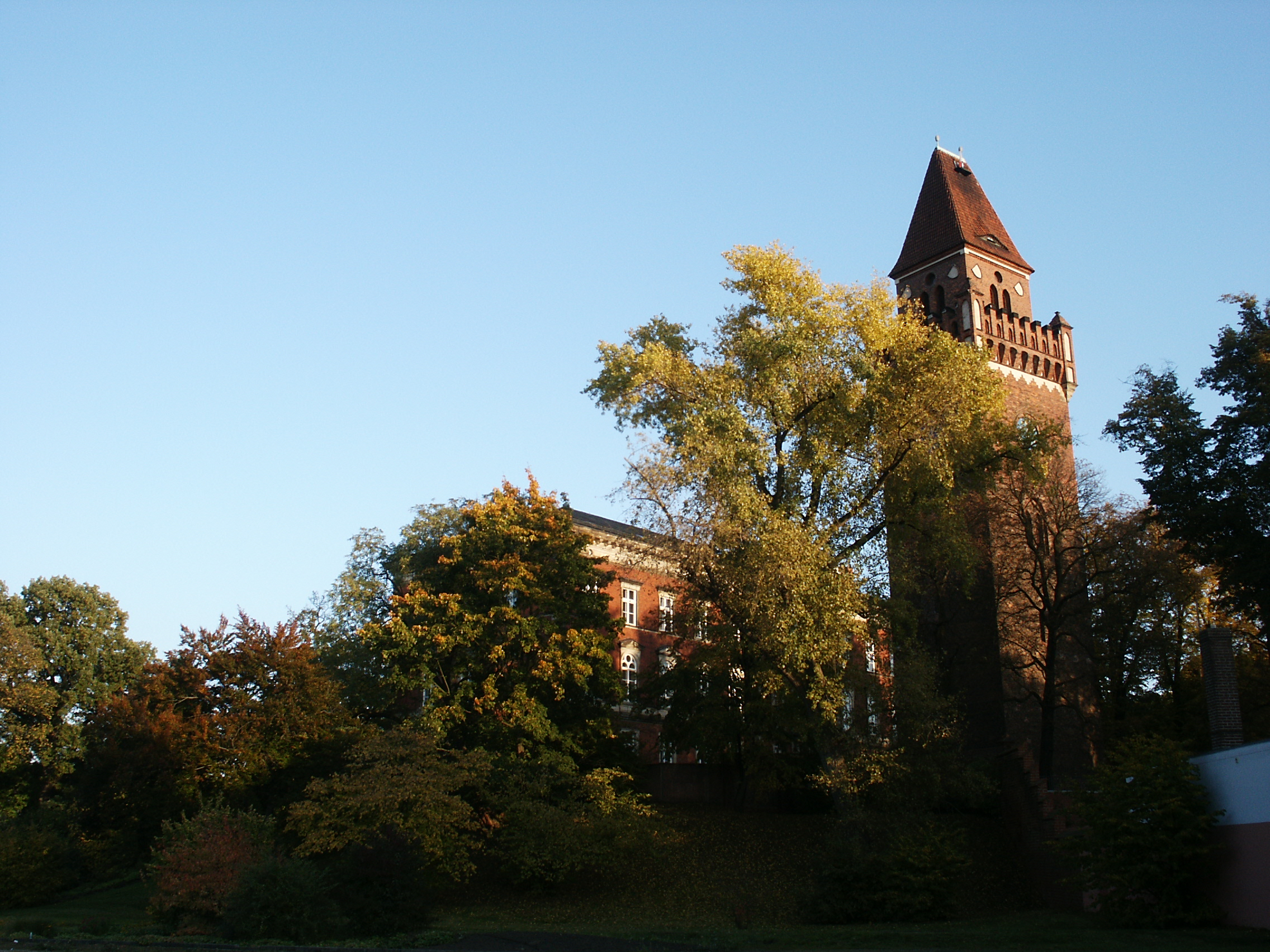
Schlossberg mit Schlossturm

Am Cottbuser Schloss- beziehungsweise Gerichtsberg, im Bereich der früheren Schlossgärten, befindet sich die spätgründerzeitliche städtische Grünanlage. Sie ist ein Teilstück des Grünrings, der die Altstadt umgibt. Die Anlage ist denkmalgeschützt.

## Lage
Die Grünanlage befindet sich am Nord-, Ost- und Südhang des Schlossberges. Sie wird nördlich durch die Magazin- und Sandower Straße begrenzt. Im Osten grenzt die Goethestraße an und im Süden die Straße Am Spreeufer. Im Westen wird die Anlage durch das Amtsgericht, die auf der Kuppe des Schlossberges um das frühere Landgericht verlaufende Mauer sowie durch das Grundstück der Magazinstraße 27 abgesteckt.

## Historie der Gärten
Zum Schlossgebiet gehörten mehrere Gärten, die den Komplex der Baulichkeiten auf dem Schlossberg umgaben. Der Name Amtsgärten stammt daher, dass die Amtshauptleute diese nutzen durften. 
Auf dem Plan von Handtschky aus den Jahren 1720/24 sind die Gärten dargestellt und es ist zu erkennen, dass sie alle einmal eine Einfriedung besaßen. 

### Großer Garten

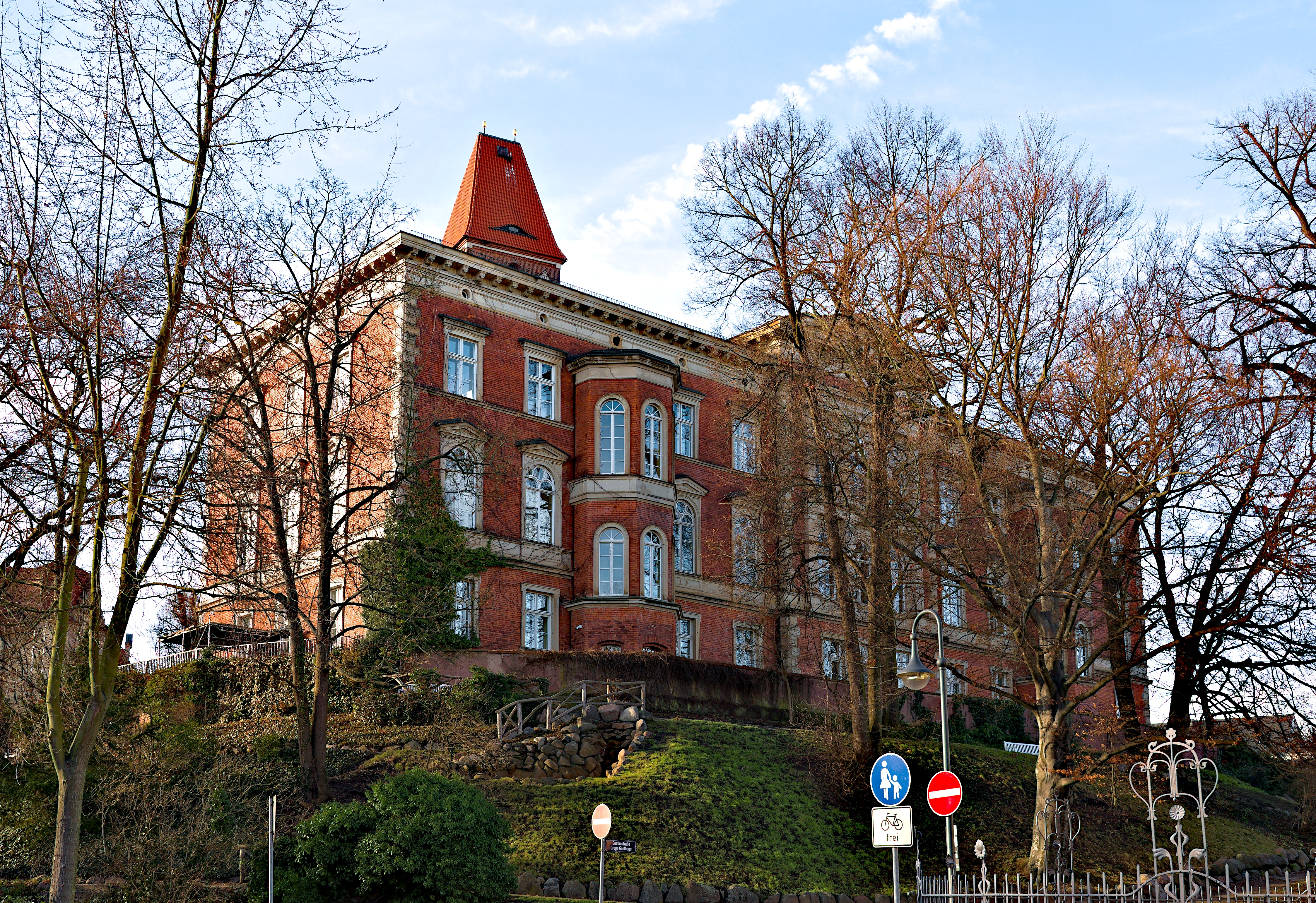
Ecke Goethestraße/Am Spreeufer

Der Große oder Hintere Garten befand sich außerhalb der Stadtmauer und umfasste den Hang an der Oberseite des Schlossberges sowie das Gebiet zwischen Sandower Straße und Mühlengraben.
Dieser Garten hatte einen unregelmäßigen Grundriss und besaß, laut einer Aufzeichnung von 1784, eine einfache Ordnungsstruktur. Es handelte sich bei ihm um einen Nutzgarten.
Ein Großteil des Großen Gartens wurde 1789 an den Superintendenten und Inspektor Schmidt vererbpachtet. Er wollte dort eine Maulbeerbaumplantage und -baumschule anlegen.
Schmidt musste den Garten einzäunen und bekam das Recht, dort einen kleinen Teich anlegen zu dürfen. 
Der östliche Teil des Großen Gartens wurde 1814 an den Färber Mundt veräußert. 1833–36 ist der Schönfärber Carl Wilhelm Mund als Besitzer genannt. Der Eigentümer des westlichen Teils war 1817 der Kaufmann Samuel Lobedan. 
Um 1830 ist der Große Garten in einem Stadtplan mit einem quadratischen Grundriss dargestellt. Hieraus ist ersichtlich, dass er als Nutzgarten beziehungsweise Plantage genutzt wurde. 
An der Ecke Goethestraße/Am Spreeufer wurde ein Wasserfall in einem Findlingsbett errichtet, der 24 Kubikmeter Wasser pro Stunde führt. Weitere Findlinge wurden auf den relativ freien Rasenhängen verstreut.
Am 5. Oktober 1901 wurde der fertiggestellte Park durch den Parkinspektor und späteren Stadtgartendirektor Julius Kurfeß übergeben. 
Um 1900 wurde in der Mitte des Gartens die heutige Goethestraße angelegt. Die östliche Hälfte wurde zur Bebauung freigegeben und die westliche wurde durch den Verschönerungsverein zu einer Grünanlage umgestaltet. 
Es wurde eine Wegverbindung entlang der Goethestraße und der Straße Am Spreeufer angelegt. Sie lag leicht geschwungen über dem Straßenniveau und verblieb bis zur Hälfte der Goethestraße auf dieser Höhe. Nach diesem Abschnitt führte die Wegverbindung durch eine Senke. Diese Senke ist noch existent, früher gab es dort eine Mineralbrunnentrinkanstalt. Axial vor dem Gebäude befand sich ein Sockel mit einer Pflanzschale. Im Norden wurde die Senke durch eine Aufschüttung begrenzt, die wahrscheinlich als Verlängerung der Magazinstraße in Richtung Sandower Straße gedacht war. Dieser Bereich trennte, in Form eines überbreiten Weges, eine kleine grüne Insel von der Hanganlage ab. 
In den 1930er-Jahren wurde der Stadtmauerkopf mittels des Abrisses der Gebäude 21 und 22 in der Sandower Straße freigestellt. Die nördlichen Hänge innerhalb der Stadtmauer bis zur Magazinstraße (siehe Mittlerer Garten) wurden zum ersten Mal in die Gestaltung einbezogen. Von der Magazinstraße aus führten zwei Wege, einer davon als Treppenanlage, den Hang hinauf. Eine weitere Verbindung zur Hangkrone wurde geschaffen, indem die Stadtmauer östlich durchbrochen wurde und nun außerhalb der Stadtmauer bis zur südlichen Aussichtskanzel und um das Landgerichtsgebäude herumführt. Im Jahr 1939 wurde im Nordbereich der Anlage die Einordnung des Tuchmacherbrunnens vollzogen. Im selben Jahr wurde die Treppenanlage beiderseits der nördlichen Stadtmauer realisiert, die Wege vor dem ehemaligen Trinkpavillon sowie die Pflanzschale und das Blumenrondell entfernt. 
Verschiedene Kartenwerke von 1966 und 1980 zeigen, dass nur noch der Weg zur Hangkrone existierte sowie der Tuchmacherbrunnen und einzelne Treppenanlagen auf den Hängen.
Zu DDR-Zeiten wurde der Hang von den Bürgern als Rodelberg genutzt.

### Mittlerer Garten
Der mittlere Garten befand sich innerhalb der Stadtmauer, diese trennte ihn vom Großen Garten. Der Mittlere Garten hatte ebenfalls einen unregelmäßigen Grundriss und eine simple Ordnungsstruktur. Es handelte sich bei ihm ebenso um einen Nutzgarten.
Nachdem das Schloss und die Gärten nicht mehr genutzt wurden, hat man den Mittleren Schlossgarten abgetrennt und dem Bürger Mundt in Erbpacht gegeben. 
1829/30 erwarb der belgische Industrielle John Cockerill den Mittleren Garten. Er besaß seit 1816 das Fürstenhaus und den Schlossturm, wo er eine Wollgarnspinnerei betrieb. 
In den Jahren 1904–07 gab es die erste Anpassung der Hanganlage. Es wurde das alte Amtsgebäude abgerissen und ein Neubau errichtet. Dadurch erfolgte eine Veränderung der alten Hangkrone mit ihren Stützmauern am südlichen Giebel des Landgerichtes. In diesem Zuge wurde der Landgerichtsvorplatz an das Hangsystem angebunden.

### Kleiner Garten
Der Kleine Garten befand sich westlich des Amtshauses, wo sich heute der Gerichtsplatz befindet. Der Kleine Garten hatte einen rechtwinkligen Grundriss und lediglich ein axialer Weg ist in älteren Unterlagen von 1784 verzeichnet. Auf einer Karte von 1820 ist im kleinen Garten an der nördlichen Seite ein Gartenhaus eingezeichnet. 

### Grundgarten
Der Grundgarten war innerhalb des Schlosskomplexes, in der Mulde des früheren Schlossgrabens. Der Grundgarten mit seinem rechtwinkligen Grundriss hat zu dieser Zeit an der West-, Süd- und Ostseite umlaufende Terrassen. Im Jahr 1825 wurde der Grundgarten der Stadt Cottbus überlassen.
In der Nachkriegszeit wurden die Gärten neu aufgeteilt und zu Nutzgärten umfunktioniert um die Nahrungsknappheit zu kompensieren.

## Gegenwart
1997 wurde mit Hilfe von Archiv- und Literaturrecherchen, gartenarchäologischen Grabungen sowie Erfassung und Analyse des Bestandes ein Entwurf für die Erneuerung der Anlage erstellt. Die Sanierungsplanung übernahm das Landschaftsarchitekturbüro Dipl.-Ing. Hagen Engelmann aus Cottbus. Ziel war es, die Situation von 1939 zu rekonstruieren. Das städtische Grünflächenamt führte die Wiederherstellung 1999 durch. Es wurden Solitärbäume freigestellt, Strauchgruppen gepflanzt, das ursprüngliche Wegesystem sowie die Treppenanlagen und zwei Aussichtskanzeln wiederhergestellt. Des Weiteren wurden die noch vorhandenen Reste der Findlingsrinne und das Becken des Wasserfalls freigelegt und ergänzt.

## Bedeutung
Die gesamte Anlage ist von städtebaulicher, sozialgeschichtlicher, gartenhistorischer und kultureller Bedeutung. Es ist in dieser Form eine einzigartige Gartenanlage in Brandenburg, die eine stadträumliche und ortsbildprägende Wirkung besitzt.

## Galerie

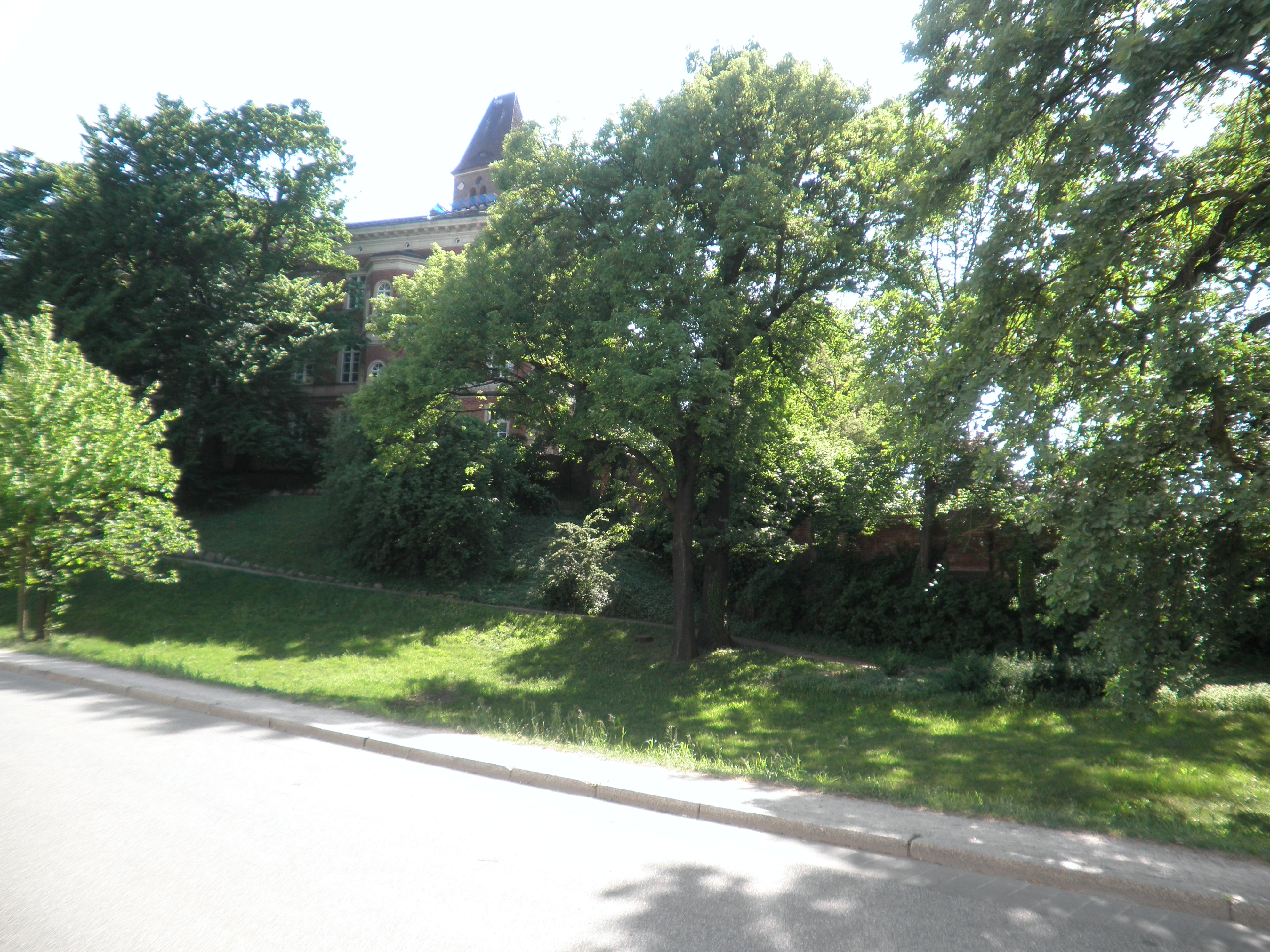
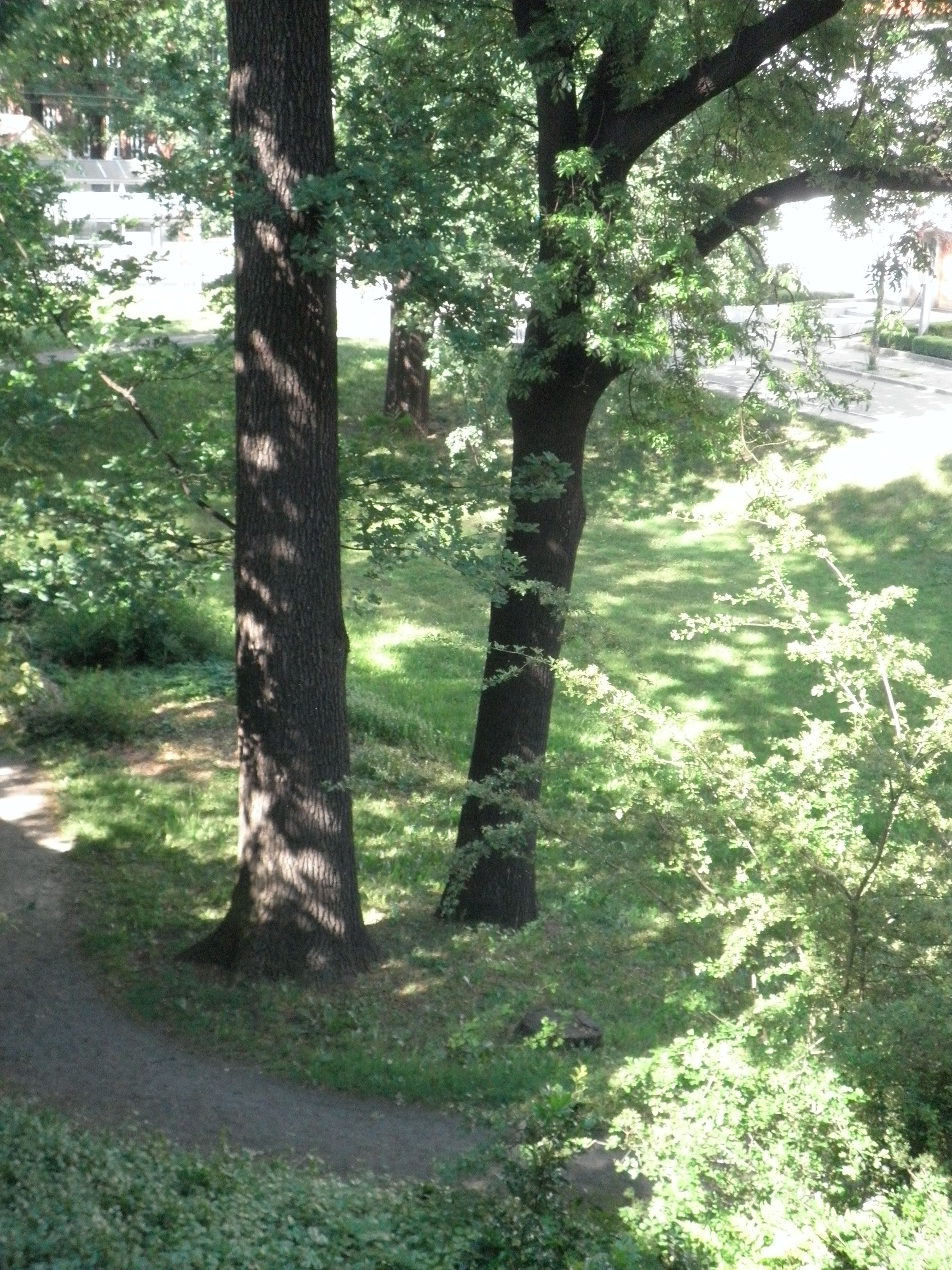
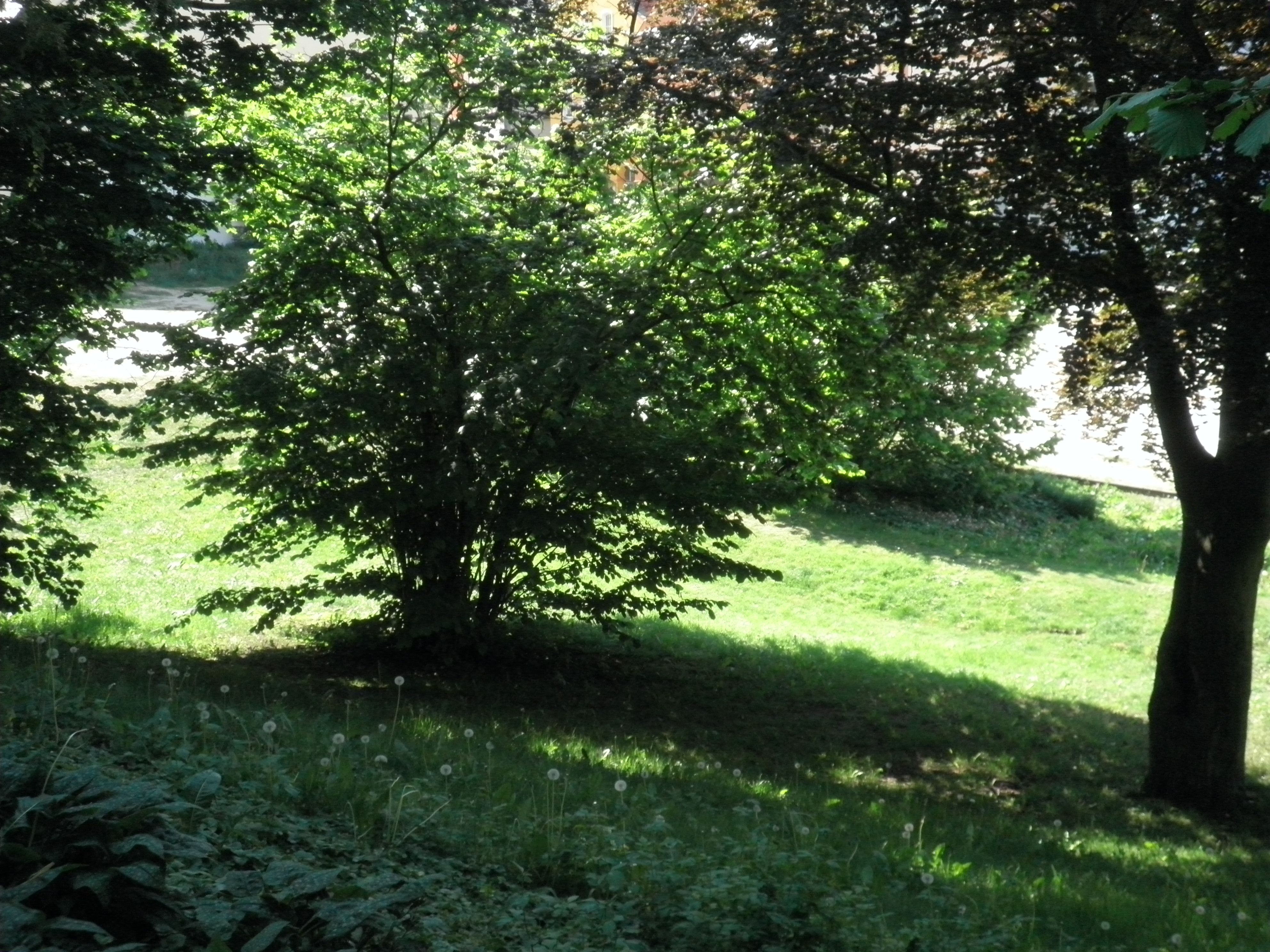
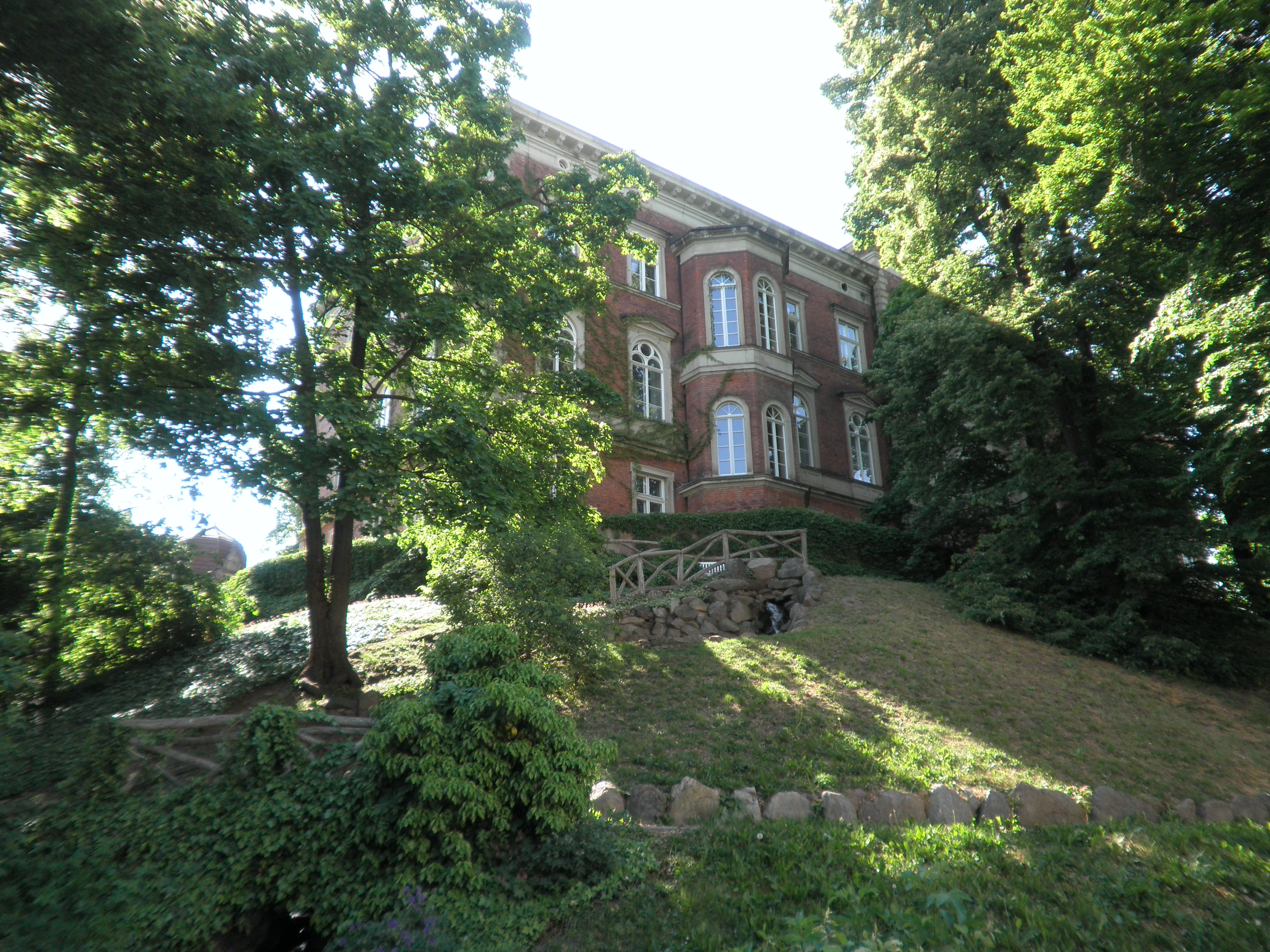
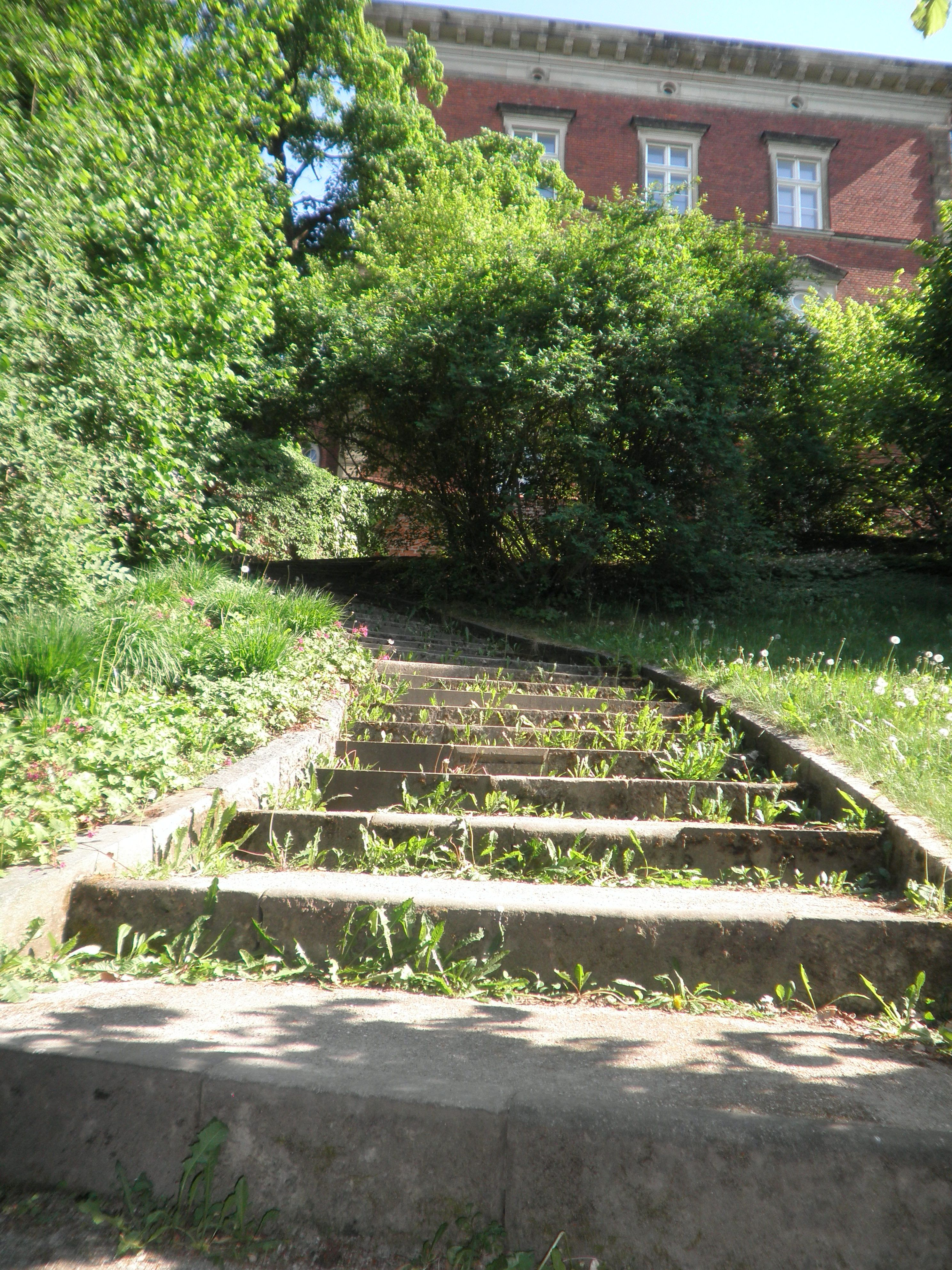
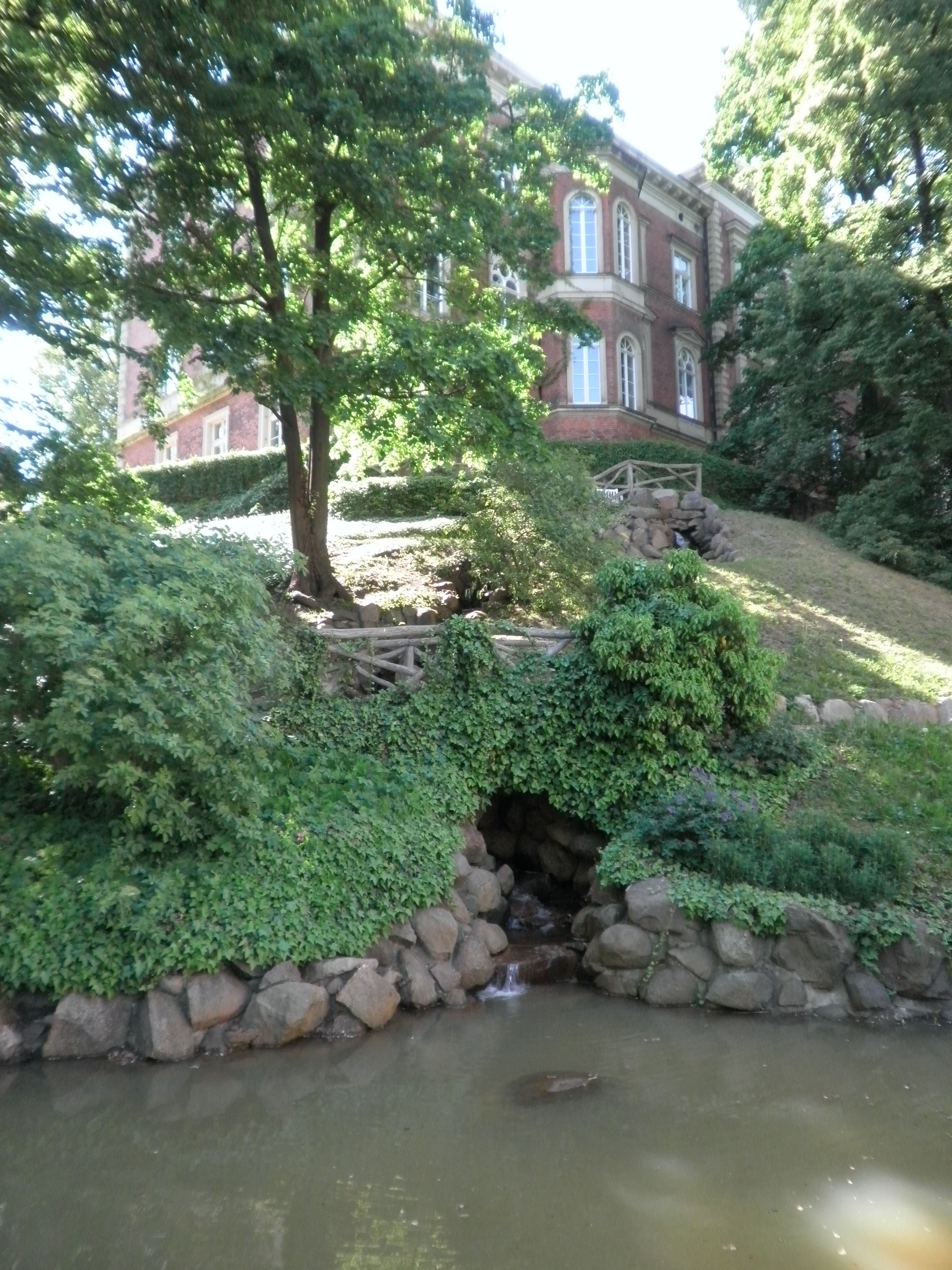
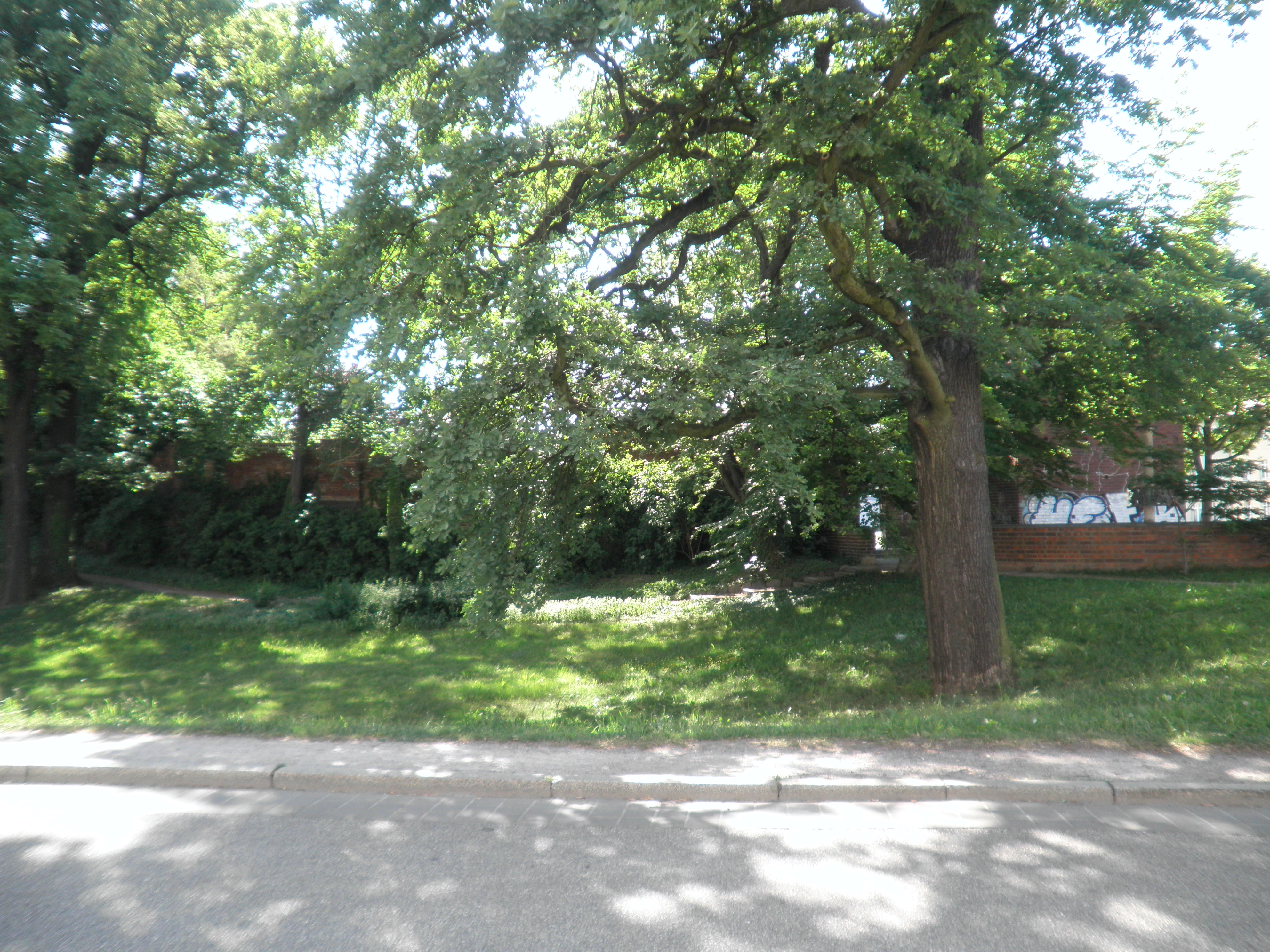